# Harry Simon
Harry Simon est un boxeur namibien né le 21 octobre 1971 à Walvis Bay.

## Carrière
Harry Simon est médaillé d'or dans la catégorie des poids welters aux Jeux africains du Caire en 1991, s'imposant en finale contre le Nigérian Tajudeen Sabitu. 
Aux Jeux olympiques d'été de 1992 à Barcelone, il est éliminé au premier tour dans la catégorie des poids welters par le Portoricain Aníbal Acevedo.
Passé professionnel en 1994, il devient champion du monde des super-welters WBO le 22 août 1998 en battant aux points l'américain Winky Wright. Après quatre défenses victorieuses, il laisse sa ceinture vacante en 2001 pour poursuivre sa carrière dans la catégorie supérieure et remporte le titre de champion du monde des poids moyens WBO aux dépens d'Armand Krajnc le 6 avril 2002. Simon ne sera pas en mesure de défendre ce titre en raison des séquelles laissées par un accident de voiture.